# داماش (رودبار)
داماش از روستاهای جیندره، بخش عمارلو، شهرستان رودبار است. این روستا در حدفاصل جاده رشت به تهران، بین لوشان و بره سر جای گرفته‌است. باشگاه فوتبال با نام داماش گیلان از این شهر دیلمی(گالش) ، گیلک و تات نشین با کمی تالش نشین نام خود را میگرد .

## جغرافیای طبیعی
منطقه‌ای کوهستانی است و در ارتفاع ۲۲۰۰ متری از سطح آب‌های آزاد واقع است. این روستا در مختصات جغرافیایی ۴۹ ۴۸ ۳۱شرقی و ۳۶ ۴۵ ۲۰ شمالی قرار گرفته‌است.

## جغرافیای انسانی
دارای سکونت دائمی است؛ اما در تابستان‌ها بر جمعیت آن افزوده می‌شود. زیرا در واقع از جمله ییلاق‌های بخش عمارلو شناخته می‌شود. دارای ۸۵ مرد و ۸۸ زن با سواد خواندن و نوشتن زبان گیلکی و تاتی میباشد که سکونت دائم دارند. ۹۹ از هر ۱۰۰ مردم داماش به زبان گالشی (دیلمی) و زبان تاتیِ ایرانی سخن می‌گویند،.

## صنایع
کارخانه آب معدنی داماش که توسط کارتل اقتصادی شرکت سرمایه‌گذاری امیر منصور آریا در این روستا بنیان‌گذاری شده‌است. نام این روستا برشماری از شرکت‌های این کارتل اقتصادی قرار گرفته‌است. از آن جمله داماش ترابر، کارخانه آب معدنی داماش و باشگاه ورزشی داماش گیلان، دفتر مرکزی این کارتل در خیابان انقلاب شهر رشت مرکز استان گیلان واقع است.

## نگارخانه

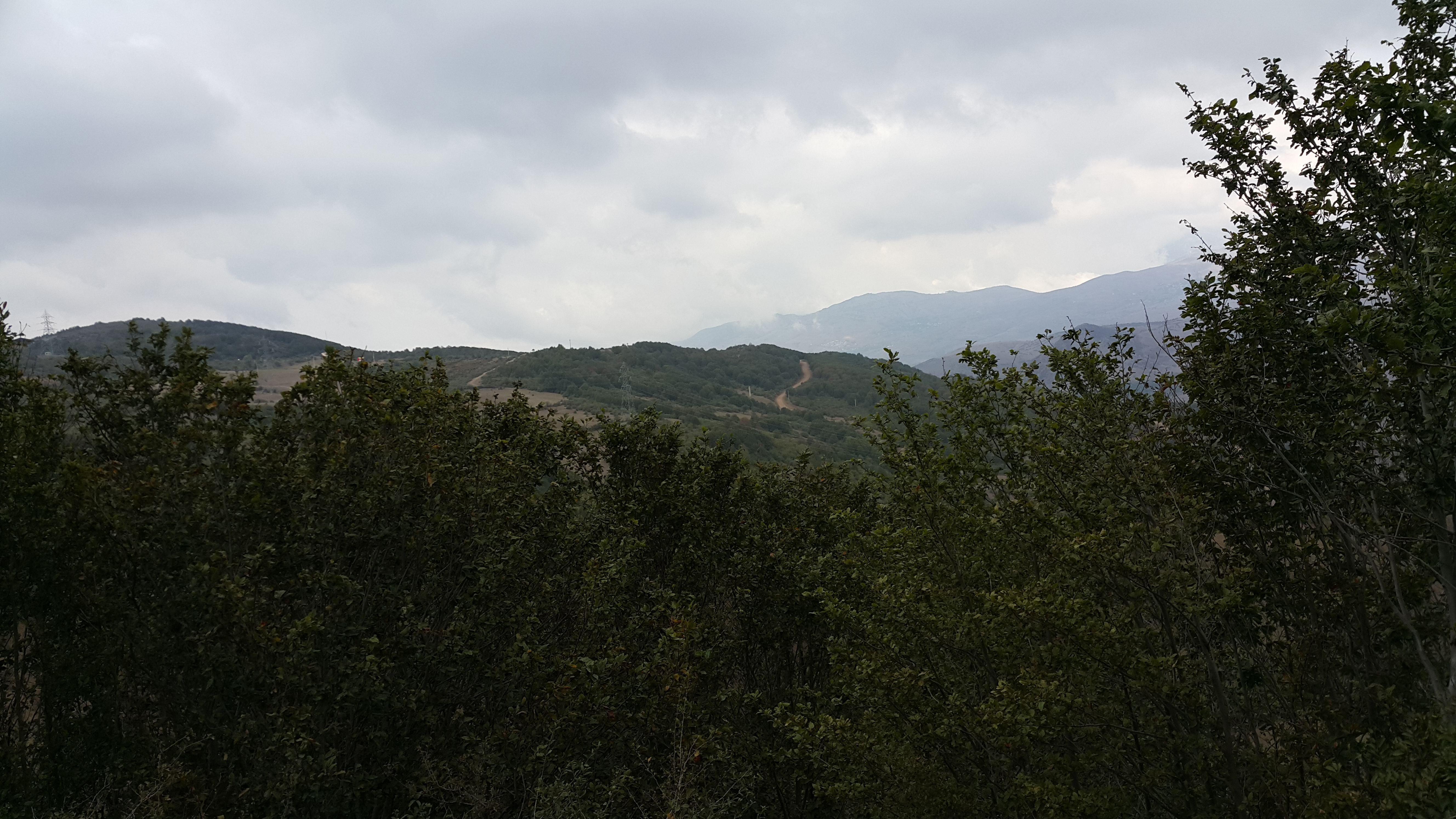

سوسن چلچراغ
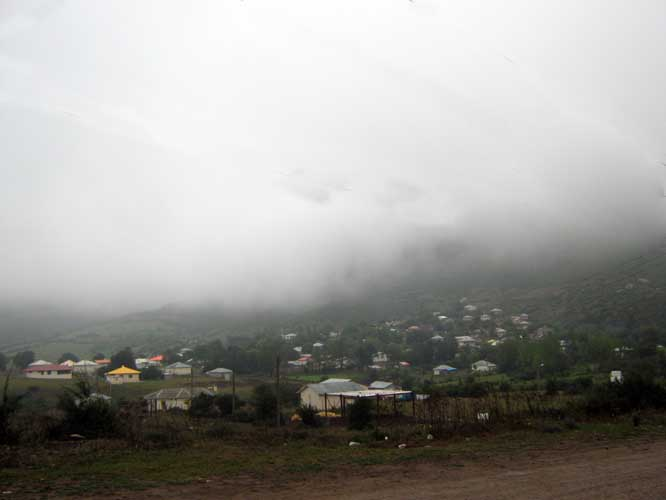
روستای داماش